# ソルジャー・フィールド
ソルジャー・フィールド（Soldier Field）は、アメリカ・イリノイ州・シカゴにある球技場。1924年に開場しており現在のNFLチームの本拠地の中では最も古いスタジアムとなっている。

## 概要
本競技場はNFLのシカゴ・ベアーズの本拠地であり、1994年のFIFAワールドカップの会場のひとつでもあった。2003年の改修前には66,944人の収容が可能だったが、現在の座席数は61,500である。
2008年シーズンに、インディアナポリス・コルツの本拠地がRCAドーム(約58,000人収容)からルーカス・オイル・スタジアム(約63,000人収容)に移転したため、NFLの本拠地では収容人数が最小のスタジアムとなっている。
ミシガン湖から吹き付ける風により、安定したパス攻撃は難しいものとなっている。1988年12月31日に行われたシカゴ・ベアーズとフィラデルフィア・イーグルスのプレーオフは濃霧の中で行われFOG BOWLと呼ばれている。

## 開催された主な大会
- NFCチャンピオンシップゲーム：1985年、1988年、2006年
- 1994 FIFAワールドカップ：開幕戦他
- 1999 FIFA女子ワールドカップ：
- 2007 CONCACAFゴールドカップ：決勝他
- 2013 CONCACAFゴールドカップ：決勝
- AIGプレゼンツ USAvオールブラックスマッチ
- コパ・アメリカ・センテナリオ

## ギャラリー

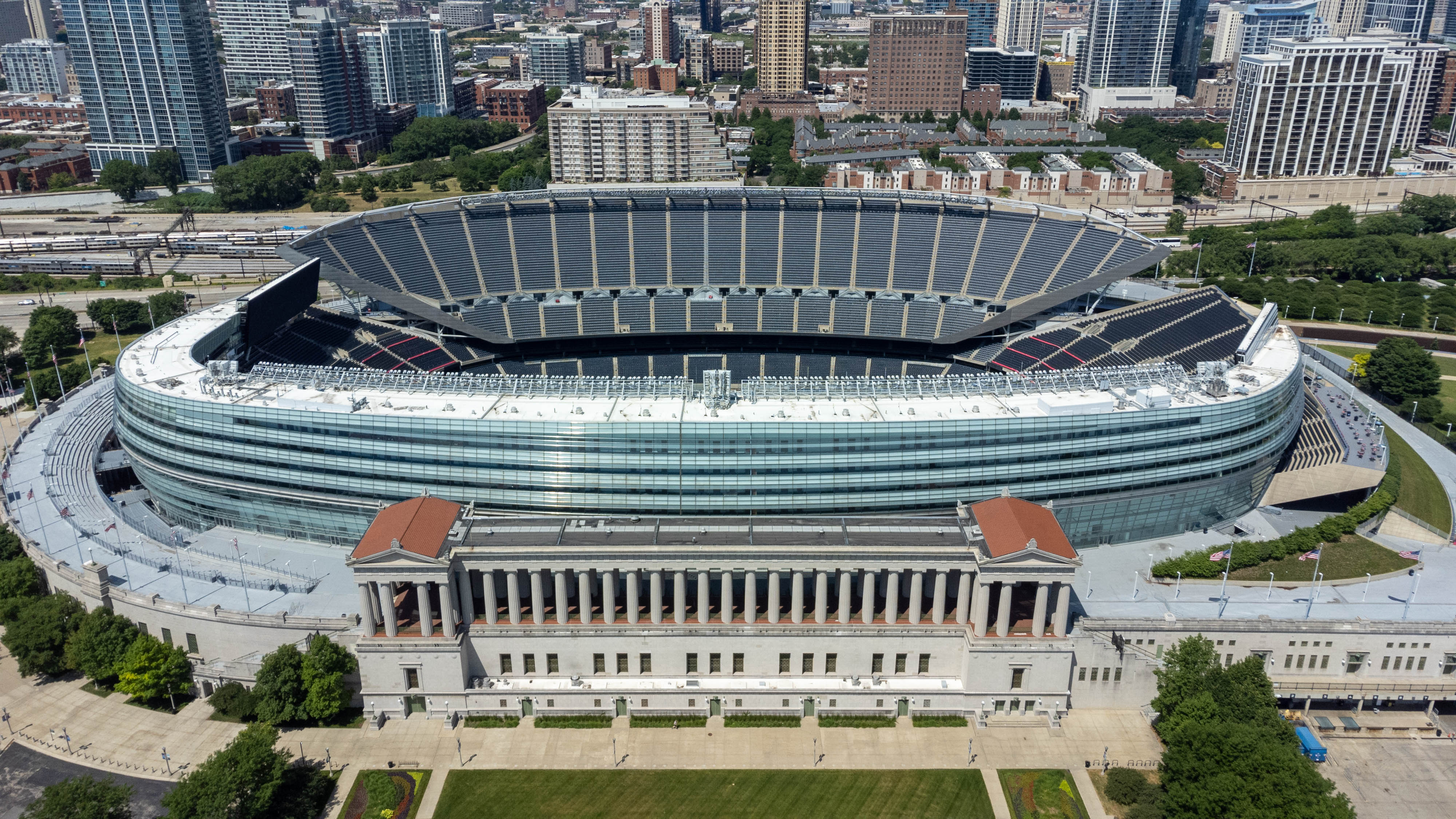
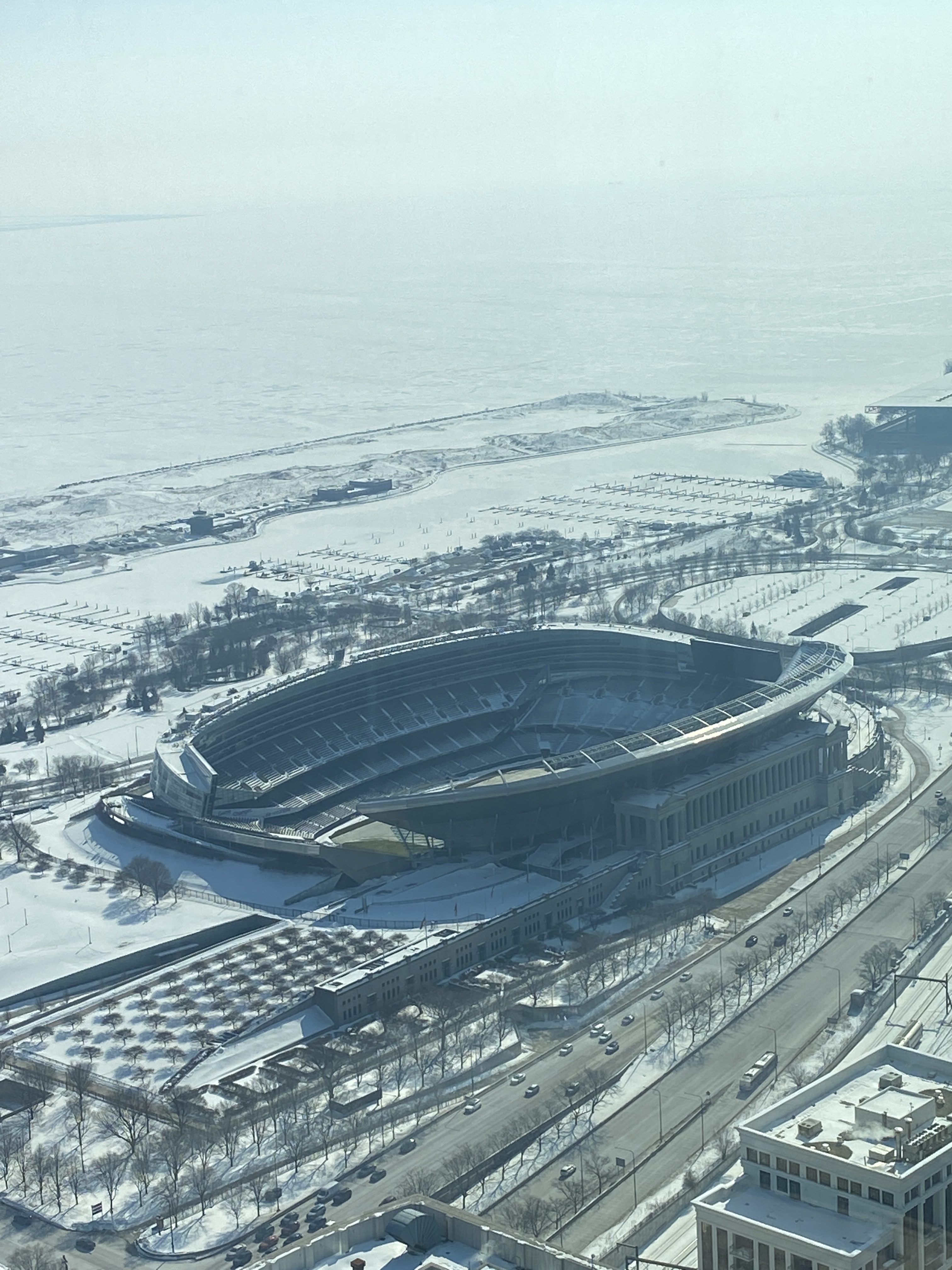
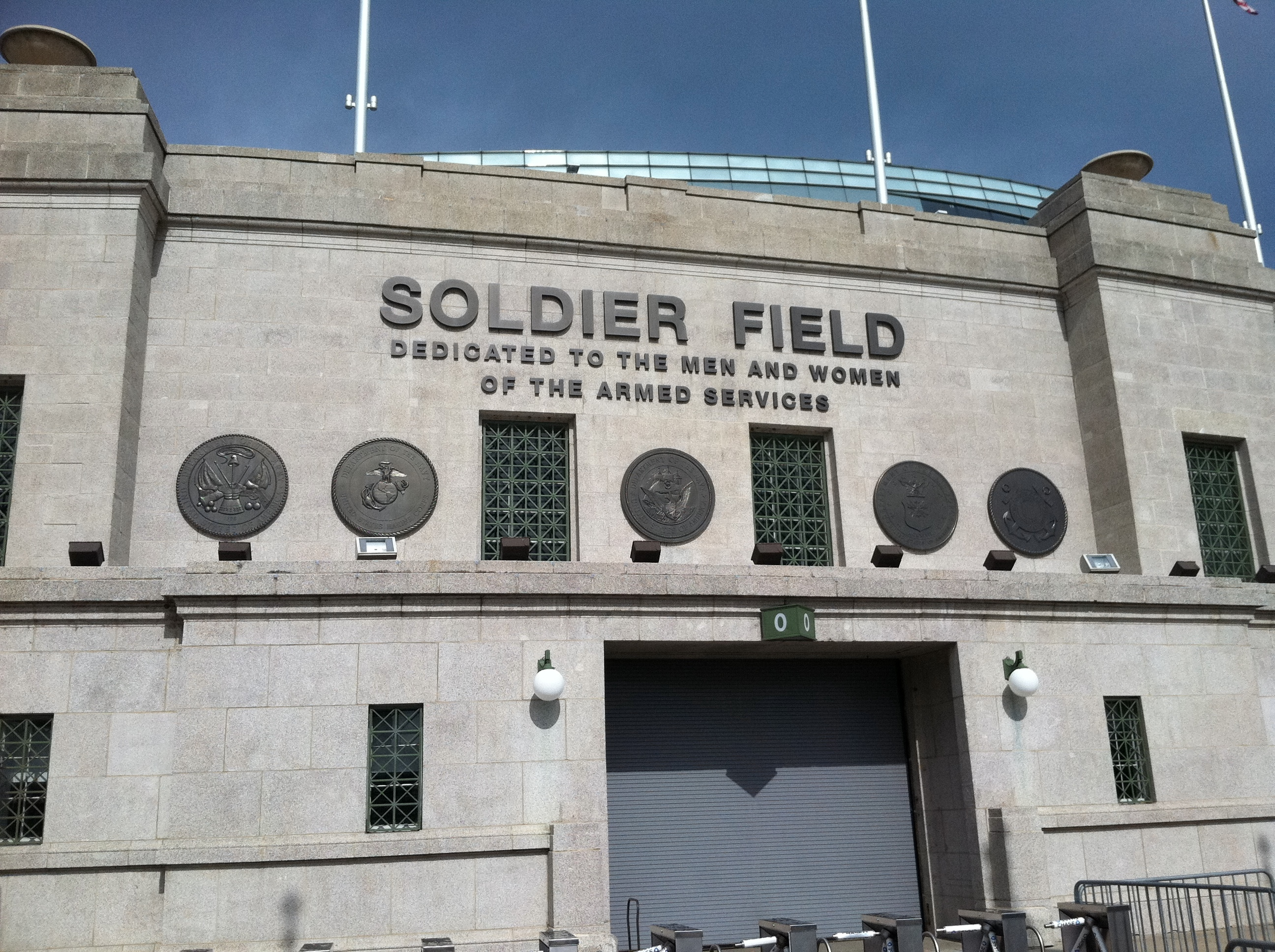
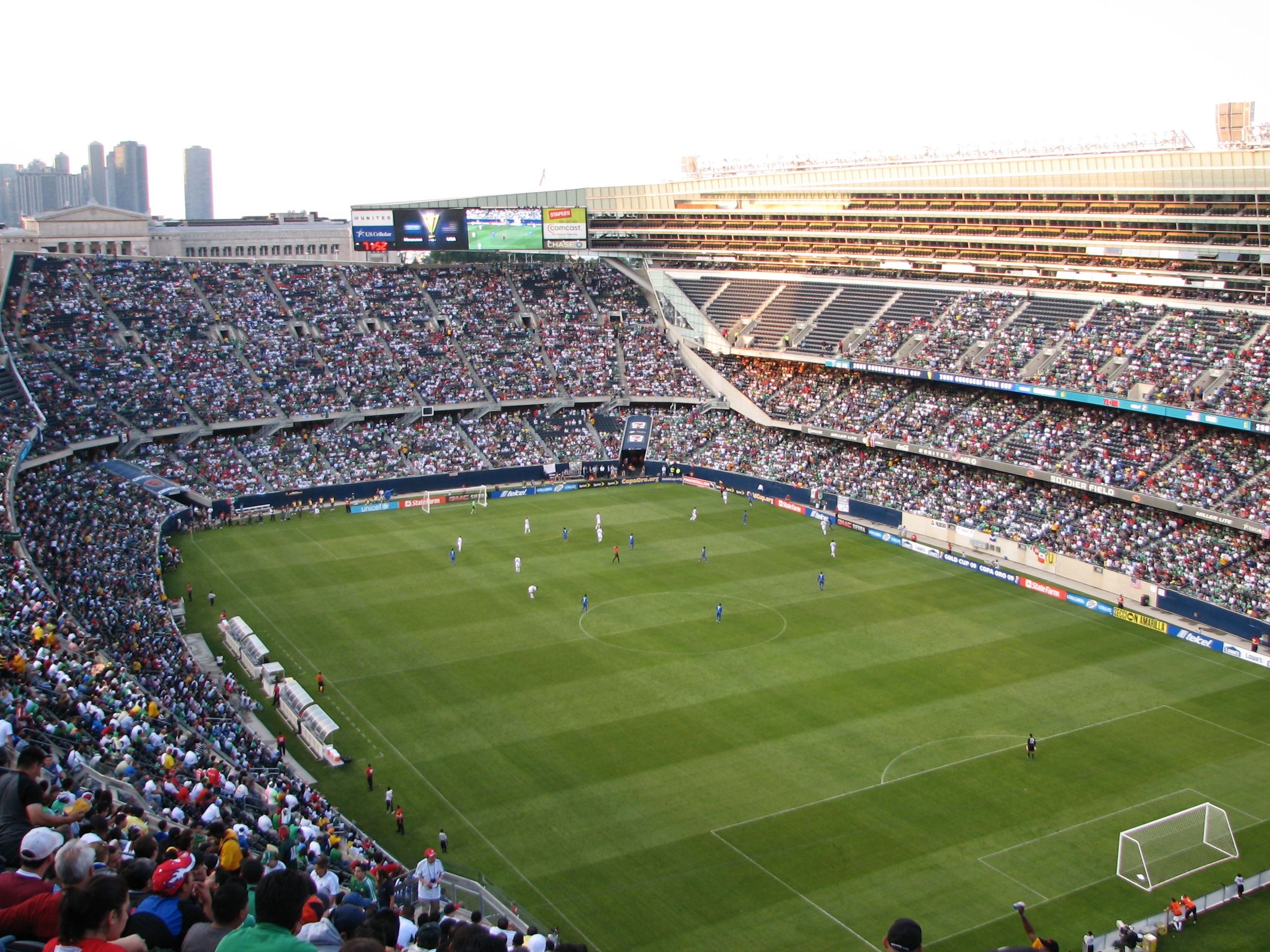
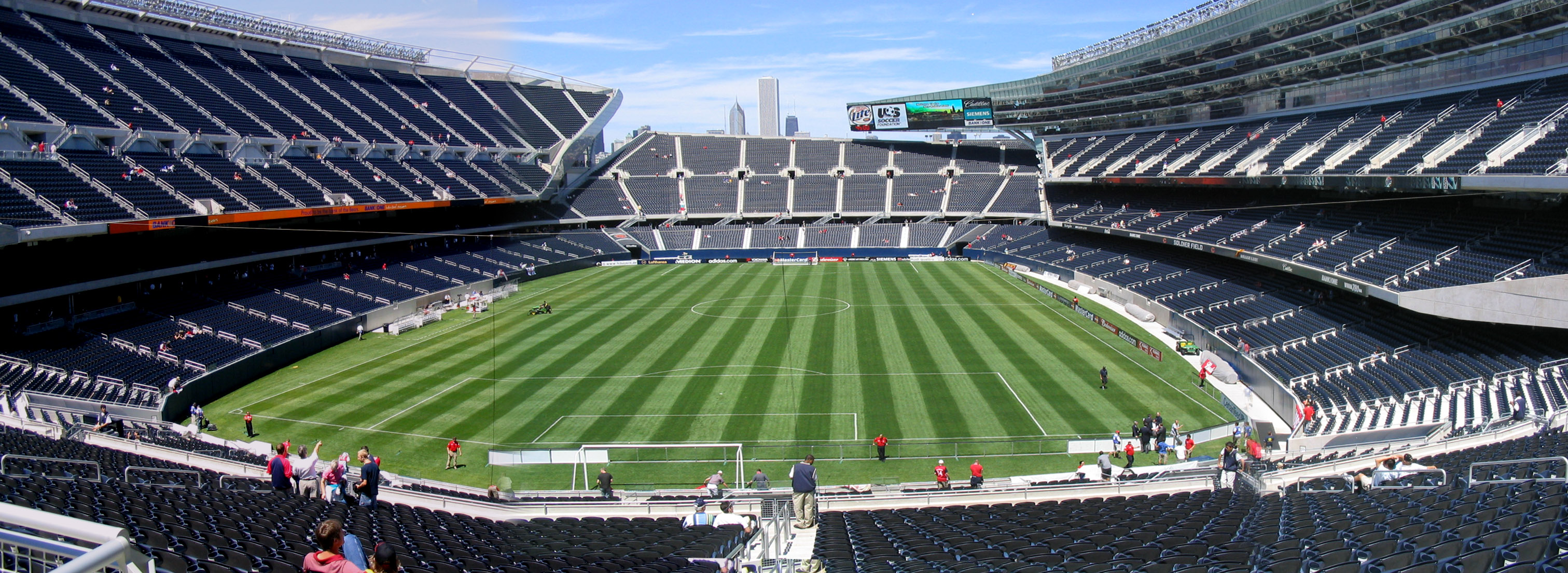